# Быстровка (Новосибирская область)
Быстро́вка — село в Искитимском районе Новосибирской области.

## География
Село расположено в 50 километрах к западу от города Искитим, в 10 километрах к северо-востоку от села Завьялово, на берегу Новосибирского водохранилища.
Площадь села — 209 гектаров.

## Население
| 2002 | 2007  | 2010  |
| ---- | ----- | ----- |
| 1246 | ↗1789 | ↘1029 |

## Инфраструктура
В селе по данным на 2006 год функционируют 1 промышленный объект, 1 объект сельскохозяйственного производства, 1 учреждение здравоохранения, 2 образовательных учреждения.

## Транспорт
Через село проходят автобусные маршруты в Завьялово из Новосибирска и Искитима.

## Достопримечательности
На окраине села найдено городище бронзового века, относящееся к ирменской культуре (X — VIII вв. до н. э.). На территории городища найдены керамика, бронзовые ножи, украшения, изделия из камня и кости. Также рядом с селом обнаружено погребение железного века, датируемое III — II вв. до н. э., в котором были захоронены жрецы.

## Научные исследования
В районе села проводятся геофизические исследования. В 1995 году учёными из Новосибирска и Токио был проведён эксперимент по изучению структуры вибросейсмического поля, который доказал возможность глубинного зондирования Земли с помощью мощных низкочастотных вибраторов. В 1999 году был проведён эксперимент Дегелен-Быстровка.